# Nico Schlotterbeck
Nico Cedric Schlotterbeck (sinh ngày 1 tháng 12 năm 1999) là một cầu thủ bóng đá chuyên nghiệp người Đức hiện đang thi đấu ở vị trí trung vệ cho câu lạc bộ Bundesliga Borussia Dortmund và đội tuyển bóng đá quốc gia Đức.